# Zamzara
Zamzara è un videogioco a piattaforme e sparatutto pubblicato nel 1988 per Commodore 64 dalla Hewson, nella sua linea economica Rack-It. Il protagonista è un alieno umanoide che deve attraversare un complesso futuristico a scorrimento orizzontale. A suo tempo Zamzara fu molto apprezzato dalla stampa europea, soprattutto in relazione al basso prezzo.

## Modalità di gioco
Si controlla un alieno verde con testa conica che deve fuggire da un complesso formato da numerosi livelli bidimensionali a scorrimento orizzontale, con piattaforme e ostacoli vari. L'obiettivo di ogni livello è raggiungere l'uscita all'altra estremità, di solito andando da sinistra a destra, inoltre c'è un limite di tempo complessivo di 15 minuti.
L'alieno può correre a destra e sinistra e saltare. Quando è in aria si può dare ripetutamente il comando di salto per farlo fluttuare senza mai cadere a terra. Come arma di base spara dei raggi in orizzontale, mentre con gli appositi tasti si selezionano varie armi più potenti con munizioni limitate. L'arma secondaria selezionata si spara tenendo premuto il pulsante di fuoco per il breve tempo necessario a far riempire una barra della carica, e poi rilasciandolo. Sono disponibili tre tipi di raggi multidirezionali che rimbalzano sulle pareti, il fuoco rapido, e i missili che viaggiano in orizzontale.
I nemici sono costituiti da diversi tipi di grosse creature mostruose in posizioni fisse che lanciano proiettili con vari schemi di movimento, da gruppi di creature più piccole volanti, e da postazioni di fuoco meccaniche. Quando l'alieno viene colpito perde un po' dell'energia. All'esaurimento dell'energia si perde una vita e si ricomincia il livello dall'inizio. Occasionalmente si possono raccogliere icone per ricaricare le armi e ampolle che aumentano enormemente il punteggio, inoltre se si raccolgono 10 ampolle si vince una vita.

## Sviluppo
Zamzara fu ideato e programmato dal finlandese Jukka Tapanimäki (1961-2000), eccetto le musiche (dei Maniacs of Noise) e la schermata di presentazione. All'epoca l'autore era noto per i precedenti successi del Commodore 64 Octapolis e Netherworld. Lo sviluppo di Zamzara tuttavia fu molto più travagliato. Inizialmente Tapanimäki lo aveva progettato come un gioco più complesso, con componenti di avventura, destinato all'etichetta principale della Hewson. Per due volte lo dovette modificare perché l'editrice, con la quale aveva un obbligo contrattuale, non era soddisfatta e voleva qualcosa di più semplice, finendo per realizzare uno sparatutto lineare a basso costo, uscito con l'etichetta secondaria Rack-It.
Una versione preliminare di Zamzara, funzionante, è stata recuperata e divulgata come abandonware; è caratterizzata da un protagonista umano in tuta spaziale anziché alieno e da uno scenario intricato da esplorare, dotato di mappa.